# Grasshopper (album)
Albums de J.J. Cale
Shades
(1981) #8
(1983)
Singles
1. City Girls
Sortie : 1982
2. Don't Wait
Sortie : 1982
3. Devil In Disguise
Sortie : 1982

Grasshopper est le 7e album de l'auteur-compositeur-interprète et guitariste américain de blues-rock, J.J. Cale. Il est sorti en mars 1982 sur le label Mercury Records et a été produit par Audie Ashworth et J.J. Cale

## Historique
La voix de J.J. Cale est particulièrement râpeuse et traînante, les compositions sont rustiques et dépouillées. Il s'agit de l'un des meilleurs disques du guitariste américain Laid-back que l’on croirait sorti d’un roman de Kerouac. 
En effet Grasshopper est un album à la gloire des drifters, ces vagabonds de l’horizon américain et évoque la vie le long du Mississippi.
Grasshopper, la sauterelle, est également le nom d’un cocktail mentholé au brandy.
L’album est la B.O. du film La Femme de mon pote de Bertrand Blier.
Les titres majeurs de l'album sont Devil In Disguise, Mississippi River, You Keep me Hangin’on et Downtown L.A..
C'est en Europe que cet album rencontra le plus de succès avec notamment une 7e place dans le classement des meilleures ventes de disques en France.

## Liste des titres
- toutes les compositions sont signées par J.J. Cale, sauf indications contraires

Face 1
| No | Titre                                        | Lieu d'enregistrement               | Durée |
| -- | -------------------------------------------- | ----------------------------------- | ----- |
| 1. | City Girls                                   | Columbia Studio, Nashville, TN      | 2:49  |
| 2. | Devil In Disguise                            | O.F.R. Studios, North Hollywood, CA | 2:03  |
| 3. | One Step Ahead of the Blues (Roger Tillison) | Columbia Studio                     | 2:25  |
| 4. | You Keep Me Hangin' On                       | Columbia Studio                     | 3:26  |
| 5. | Downtown L.A.                                | O.F.R. Studios                      | 2:32  |
| 6. | Can't Live Here                              | Columbia Studio                     | 2:15  |
| 7. | Grasshopper                                  | Crazy Mamas Studio, Nashville, TN   | 1:45  |

Face 2
| No  | Titre                                               | Lieu d'enregistrement                    | Durée |
| --- | --------------------------------------------------- | ---------------------------------------- | ----- |
| 8.  | Drifters Wife                                       | O.F.R. Studios                           | 1:42  |
| 9.  | Don't Wait (J.J. Cale & Christine Lakeland)         | Columbia Studio                          | 3:12  |
| 10. | A Thing Going On                                    | O.F.R. Studios                           | 2:42  |
| 11. | Nobody But You                                      | Crazy Mamas Studio                       | 3:05  |
| 12. | Mississippi River                                   | OFR Studios                              | 2:06  |
| 13. | Does Your mama Like To Reggae (J.J. Cale, Lakeland) | Columbia Studio                          | 3:45  |
| 14. | Dr. Jive                                            | Chip Young's Log Cabin, Murfreesboro, TN | 1:57  |

## Musiciens
- J.J. Cale - orgue, guitare basse, guitare, voix, piano, batterie
- Gary Allen - batterie
- Bill Boatman - batterie, guitare
- Harold Bradley - guitare
- David Paul Briggs - claviers, piano
- Kenneth A. Buttrey - batterie
- Johnny Christopher - guitare
- Tommy Cogbill - guitare basse
- Marilyn Davis - voix
- Charles Dungey - guitare basse
- Ray Edenton - guitare
- Bobby Emmons - orgue, guitare basse, claviers
- Steve Gibson - guitare
- Robert Greenidge - percussions, batterie
- Buddy Harmon - batterie
- Karl Himmel - batterie
- Jim Karstein - conga, batterie
- Christine Lakeland - orgue, percussions, guitare, claviers, voix
- Mike Lawler - synthétiseur
- Terry McMillan - harmonica
- Tony Migliore - piano
- Bob Moore - guitare basse, batterie
- Farrell Morris - conga, batterie, voix, vibraphone
- Nick Rather - guitare basse
- Dennis Solee - cor d'harmonie, saxophone
- Reggie Young - guitare

## Charts
| Pays             | Durée du classement | Meilleur classement |
| ---------------- | ------------------- | ------------------- |
| Allemagne        | 10 semaines         | 37e                 |
| États-Unis       | 8 semaines          | 149e                |
| France           | 52 semaines         | 7e                  |
| Norvège          | 16 semaines         | 5e                  |
| Nouvelle-Zélande | 8 semaines          | 19e                 |
| Pays-Bas         | 18 semaines         | 3e                  |
| Royaume-Uni      | 5 semaines          | 36e                 |
| Suède            | 4 semaines          | 15e                 |
| Suisse           | 3 semaines          | 4e                  |